# Konrad Kornek
Konrad Józef Kornek (Luboschütz, 12 febbraio 1937 – Dormagen, 6 marzo 2021) è stato un calciatore polacco, di ruolo portiere.

## Caratteristiche tecniche
Era considerato un ottimo portiere, nonostante i problemi fisici che lo attanagliavano.

## Carriera

### Club
Formatosi nel LZS Krzanowice, Kornek nel 1954 fu ingaggiato dal Budowlani Opole, successivamente divenuto Odra Opole, con cui ottiene la promozione nella massima serie polacca al termine del campionato 1955, oltre che raggiungere le semifinali della Puchar Polski 1954-1955.
Retrocesse in cadetteria con la sua squadra al termine del campionato 1958.
Kornek rimase però a giocare nella massima serie polacca, poiché viene ingaggiato dal Legia Varsavia, con cui ottiene il quarto posto nella stagione 1959 ed il secondo in quella seguente. Esordì con il club capitolino il 22 agosto 1959, nella vittoria esterna per 2-1 contro il KS Cracovia. Non riuscì però ad emergere tra i portieri in rosa nel Legia, giocando in due stagioni solo 12 partite.
Nella stagione 1961 torna all'Odra Opole, tornato a giocare nella massima serie e che vivrà in quei anni un periodo di grandi successi, ottenendo il terzo posto nella I liga 1963-1964, oltre che vincere due edizioni della Coppa Piano Karl Rappan.
Nel 1969 si trasferisce negli Stati Uniti d'America, a New York City ove gioca con il Polonia Greenpoint. Nel 1971 viene ingaggiato dai N.Y. Cosmos, alla loro stagione d'esordio nella North American Soccer League. Con i Cosmos, dopo aver ottenuto il secondo posto nella Northern Division, fu eliminato con i suoi dall'Atlanta Chiefs dalla corsa al titolo della NASL 1971.
Lasciato il calcio giocato, tornò in Europa e si trasferì a Dormagen, in Germania.

### Nazionale
Dopo aver giocato nelle nazionali giovanili polacche, tra il 1962 ed il 1967 Kornek ha giocato quindici incontri con la nazionale polacca, incassando undici reti. L'esordio avvenne a Parigi l'11 aprile 1962 contro la Francia. Kornek è ricordato in nazionale per l'ottima prestazione del 13 ottobre 1965 all'Hampden Park di Glasgow contro la nazionale scozzese, in cui i polacchi si imposero per 2-1.

## Statistiche

### Cronologia presenze e reti in Nazionale
| Cronologia completa delle presenze e delle reti in nazionale ― Polonia | Cronologia completa delle presenze e delle reti in nazionale ― Polonia | Cronologia completa delle presenze e delle reti in nazionale ― Polonia | Cronologia completa delle presenze e delle reti in nazionale ― Polonia | Cronologia completa delle presenze e delle reti in nazionale ― Polonia | Cronologia completa delle presenze e delle reti in nazionale ― Polonia | Cronologia completa delle presenze e delle reti in nazionale ― Polonia | Cronologia completa delle presenze e delle reti in nazionale ― Polonia |
| Data                                                                   | Città                                                                  | In casa                                                                | Risultato                                                              | Ospiti                                                                 | Competizione                                                           | Reti                                                                   | Note                                                                   |
| ---------------------------------------------------------------------- | ---------------------------------------------------------------------- | ---------------------------------------------------------------------- | ---------------------------------------------------------------------- | ---------------------------------------------------------------------- | ---------------------------------------------------------------------- | ---------------------------------------------------------------------- | ---------------------------------------------------------------------- |
| 11-4-1962                                                              | Parigi                                                                 | Francia                                                                | 1 – 3                                                                  | Polonia                                                                | Amichevole                                                             | -1                                                                     |                                                                        |
| 15-4-1962                                                              | Casablanca                                                             | Marocco                                                                | 1 – 3                                                                  | Polonia                                                                | Amichevole                                                             | -1                                                                     | 78’                                                                    |
| 15-5-1963                                                              | Oslo                                                                   | Norvegia                                                               | 2 – 5                                                                  | Polonia                                                                | Amichevole                                                             | -2                                                                     |                                                                        |
| 22-5-1963                                                              | Varsavia                                                               | Polonia                                                                | 4 – 0                                                                  | Grecia                                                                 | Amichevole                                                             | -                                                                      |                                                                        |
| 2-6-1963                                                               | Chorzów                                                                | Polonia                                                                | 1 – 1                                                                  | Romania                                                                | Amichevole                                                             | -1                                                                     |                                                                        |
| 4-9-1963                                                               | Stettino                                                               | Polonia                                                                | 9 – 0                                                                  | Norvegia                                                               | Amichevole                                                             | -                                                                      | 87’                                                                    |
| 22-9-1963                                                              | Poznań                                                                 | Polonia                                                                | 0 – 0                                                                  | Turchia                                                                | Amichevole                                                             | -                                                                      |                                                                        |
| 10-5-1964                                                              | Cracovia                                                               | Polonia                                                                | 3 – 1                                                                  | Irlanda                                                                | Amichevole                                                             | -1                                                                     |                                                                        |
| 25-10-1964                                                             | Dublino                                                                | Irlanda                                                                | 3 – 2                                                                  | Polonia                                                                | Amichevole                                                             | -1                                                                     | 54’                                                                    |
| 16-5-1965                                                              | Cracovia                                                               | Polonia                                                                | 1 – 1                                                                  | Bulgaria                                                               | Amichevole                                                             | -1                                                                     |                                                                        |
| 13-10-1965                                                             | Glasgow                                                                | Scozia                                                                 | 1 – 2                                                                  | Polonia                                                                | Qual. Mondiali 1966                                                    | -1                                                                     |                                                                        |
| 3-12-1966                                                              | Tel Aviv                                                               | Israele                                                                | 0 – 0                                                                  | Polonia                                                                | Amichevole                                                             | -                                                                      | 46’                                                                    |
| 16-4-1967                                                              | Lussemburgo                                                            | Lussemburgo                                                            | 0 – 0                                                                  | Polonia                                                                | Qual. Euro 1968                                                        | -                                                                      |                                                                        |
| 21-5-1967                                                              | Chorzów                                                                | Polonia                                                                | 3 – 1                                                                  | Belgio                                                                 | Qual. Euro 1968                                                        | -1                                                                     |                                                                        |
| 28-7-1967                                                              | Breslavia                                                              | Polonia                                                                | 0 – 1                                                                  | Unione Sovietica                                                       | Qual. Olimpiadi 1968                                                   | -1                                                                     |                                                                        |
| Totale                                                                 |                                                                        | Presenze                                                               | 15                                                                     |                                                                        | Reti                                                                   | -11                                                                    |                                                                        |

## Palmarès

### Competizioni internazionali
- Coppa Piano Karl Rappan: 2

Odra Opole: 1968, 1969